# سارا وير باسيت
سارا وير باسيت (بالإنجليزية: Sara Ware Bassett)‏ (1872 - 1968)؛ مُدرسة وروائية أمريكية.

## روابط خارجية
- سارا وير باسيت على موقع IMDb (الإنجليزية)